# Nothing Like the Rain
Nothing Like the Rain è un brano musicale del 1995 dei 2 Unlimited.
Quarto e ultimo estratto dall'album Real Things, il singolo raggiunse l'8º posto nei Paesi Bassi ed il 17° in Norvegia.

## Classifiche
| Classifica (1995) | Posizione raggiunta |
| ----------------- | ------------------- |
| Olanda            | 8                   |
| Norvegia          | 17                  |
| Belgio(Vallonia)  | 29                  |
| Belgio(Fiandre)   | 23                  |